# Marta Kim Sŏng-im
Św. Marta Kim Sŏng-im, kor. 김성임 마르타 (ur. 1787 w Pupyeong, Korea, zm. 20 lipca 1839 w Seulu) – męczennica, święta Kościoła katolickiego.
Gdy Marta Kim Sŏng-im owdowiała, pomagali jej katolicy. Zaczęła pracować w domu swoich katolickich przyjaciół, żeby odpłacić za ich dobroć. Podczas prześladowań Marta Kim Sŏng-im razem z Magdaleną Yi Yŏng-hŭi, Teresą Yi Mae-im oraz Łucją Kim Nusia postanowiły oddać się w ręce władz, ażeby wyznać swoją wiarę. Zrobiły to w końcu marca lub na początku kwietnia 1839 r. – poszły na policję i powiedziały, żeby je aresztowano, bo są katoliczkami. Nieprzekonanemu policjantowi pokazały swoje różańce. Aresztowano je i torturowano, żeby wyrzekły się wiary. Została ścięta 20 lipca 1839 r. razem z 7 innymi katolikami (Różą Kim No-sa, Teresą Yi Mae-im, Anną Kim Chang-gŭm, Janem Chrzcicielem Yi Kwang-nyŏl, Magdaleną Yi Yŏng-hŭi, Łucją Kim Nusia i Marią Wŏn Kwi-im).
Dzień jej wspomnienia przypada 20 września (w grupie 103 męczenników koreańskich).
Beatyfikowana 25 lipca 1925 r. przez Piusa XI, kanonizowana 6 maja 1984 r. przez Jana Pawła II w grupie 103 męczenników koreańskich.